# Camusu Aike
Camusu Aike es una comunidad aonikenk ubicada en el departamento Güer Aike de la provincia de Santa Cruz, República Argentina.

## Toponimia
En aonikenk (aonek'o 'a'jen) el término kamusu significa 'pasto alto ondulante' (por el viento) y aike 'lugar donde vive el humano' (parador, vivienda, campamento etc.). El nombre se traduce como lugar donde flamea el pasto o donde ondea el pasto alto como si flameara.
El topónimo Camusu o Kamusu fue dado inicialmente a todo el cañadón, mientras que el paraje actualmente llamado «Camusu Aike» era llamado Makaska.

## Ubicación
Es el último poblado en el cual residen comunitariamente aonikenk (patagones meridionales o tehuelches meridionales). Se ubica en el centro-norte del departamento Güer Aike en las coordenadas 50°48′00″S 70°40′00″O / -50.80000, -70.66667 y a 172 m s. n. m. en un cañadón en medio de la estepa patagónica. Está a unos 180 km por ruta al oeste de la ciudad de Río Gallegos, a medio camino del trayecto al lago Argentino. La «comunidad Camusu Aike» es lindera con las tierras de la estancia Esperanza (o La Esperanza), cuyo casco está sobre la ruta provincial 5 (en un antiguo tramo de la RN 40), a unos 20 km al oeste de Camusu Aike. Por su parte existe una «estancia Camusú Aike» cuyo casco se ubica en las coordenadas 51°07′00″S 70°18′00″O / -51.11667, -70.30000 en la encrucijada de las rutas provinciales 59, 7 y 74.

## Historia
La reserva de Camusu Aike se originó el 11 de enero de 1898 por el decreto n.º 4167 del presidente José Evaristo Uriburu, quien otorgó permiso a la tribu tehuelche para asentarse en un territorio de 50 000 ha (lotes 77 bis, 78 bis, 79 bis, 94 bis y 95 bis). El artículo 2 del decreto establecía: la ocupación de la mencionada tierra queda sujeta a la vigilancia de la Gobernación del Territorio, no pudiendo el presente permiso ser transferido en forma alguna. 
El 30 de abril de 1953 durante el gobierno de Juan Domingo Perón fue reducida por decreto a 30 000 ha, el lote 78 actualmente es parte de la «estancia Agua Fresca» y los lotes 79 y 94 bis de la «estancia Cañadón Seco».
Según el inconcluso «Censo Indígena Nacional» de 1966-1968 había 44 tehuelches, de los cuales 24 hablantes del aonek'o 'a'jen, en el departamento Güer Aike. De ellos 11 familias con 41 individuos estaban en el asentamiento de Camusu Aike.
Hasta 1984 las casas de la reserva estaban dispersas, a inicios de 2011 constituyen un pequeño caserío de 12 viviendas con unas 20 familias. En la actualidad sus habitantes no aceptan que a este territorio se le llame «reserva» sino que en lugar de ello usan el nombre «comunidad». Tras un dilatado tiempo de trámites y reuniones, en septiembre de 2007, por la resolución N° 490, el Estado nacional reconoció la personería jurídica de la comunidad, inscribiéndola en el «Registro Nacional de Comunidades Indígenas» del Instituto Nacional de Asuntos Indígenas. El 19 de abril de 2015 se le otorgó un decreto haciéndole recibir 18 000 hectáreas más, quedándoles pendientes 2000 hectáreas. 